# Priscien de Lydie
Pour les articles homonymes, voir Priscien.
Priscien ou Priscianus de Lydie (né en Lydie, probablement au Ve siècle) est l'un des derniers néoplatoniciens à étudier à l'école néoplatonicienne d'Athènes à l’époque où Damascios est à sa tête. Il est un contemporain de Simplicios de Cilicie. Deux œuvres de son travail ont survécu.

## Fermeture de l'école néoplatonicienne d'Athènes
L'empereur byzantin Justinien Ier, afin d’assurer l’hégémonie de son empire, ce qui suppose à ses yeux l’unité religieuse, lance des édits de proscription contre les païens, les Juifs, les ariens, et de nombreuses sectes. Tous étaient exclus du service militaire, des postes publics et de l’enseignement. C'est dans ce cadre qu'une ordonnance prise en 529 et envoyée à Athènes interdit d’enseigner la philosophie, d’expliquer les lois, et de jouer aux dés. L'Empire byzantin interdit d’abord l’enseignement de la philosophie hellénique, fait fermer les écoles d'Athènes, dernier asile des lettres et de la philosophie, et finit par en confisquer tous les biens. On estime généralement qu'aucune activité philosophique n’a pu reprendre à Athènes après les mesures d’interdiction de 529.
Sept philosophes sont alors contraints de chercher asile chez Chosroès Ier (Chosroès en grec), roi des Sassanides. Avec Damascios le Diadoque s’exilent Simplicios de Cilicie, Eulamios de Phrygie, Priscien de Lydie, Hermias de Phénicie, Diogène de Phénicie et Isidore de Gaza. En 532, ils s’installent à Harran (Mésopotamie), qui sert alors de relais vers la culture islamique. L’attrait du régime perse, par opposition au régime chrétien romain, a pu intervenir dans le choix du lieu d’exil des philosophes.
Le poète historien Agathias raconte :

« Damascios le Syrien, Simplicios le Cilicien, Eulamios le Phrygien, Priscianos le Lydien, Hermias et Diogène tous deux de Phénicie, Isidore de Gaza, tous ceux-là donc, la fleur la plus noble, pour parler en poète, des philosophes de notre temps, n’étant pas satisfaits de l’opinion dominante chez les Romains concernant le divin, pensèrent que le régime politique des Perses était bien meilleur. »

— Agathias, Histoires, Guerres et malheurs du temps sous Justinien, trad., Les Belles Lettres.
Malgré les instances de Chosroès, les philosophes retournent dans l’Empire byzantin à la faveur de la signature de la paix en 532.

## Œuvres
Deux œuvres de Priscien ont survécu :
- une incarnation de Théophraste, Sur la perception des sens ;
- les Réponses à Chosroès (Solutiones ad Chosroem). Les Réponses à Chosroès contiennent une série de réponses à des questions philosophiques qui ont apparemment été posées à Priscien dans un débat lors de son exil en Perse. Le texte ne subsiste que dans une traduction latine tardive et corrompue, attribuée à Jean Scot Érigène.

Il a également été suggéré que le commentaire sur De l'âme d'Aristote, attribué à Simplicios, a été écrit par Priscien, mais ceci est contesté.